# Vegetação do Ceará

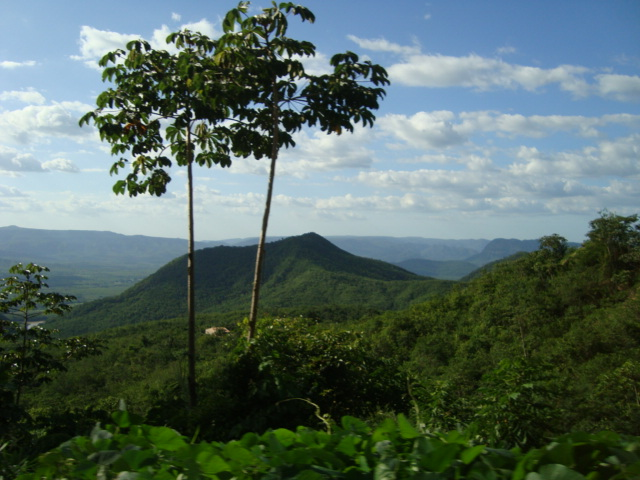
Serra da Ibiapaba.

O estado do Ceará, localizado na região Nordeste do Brasil, é marcado por uma diversidade impressionante de vegetação, principalmente considerando o seu clima semiárido. Essa vegetação é influenciada por fatores como o clima, o relevo e o solo, resultando em diferentes paisagens e ecossistemas.
Uma das formações vegetais mais características do Ceará é a caatinga, que ocupa a maior parte do território. A caatinga é uma vegetação típica do Nordeste brasileiro, adaptada às condições de aridez e irregularidade das chuvas. É composta por árvores e arbustos resistentes à seca, como cactáceas, xerófilas e plantas suculentas. Apesar de parecer árida à primeira vista, a caatinga abriga uma biodiversidade surpreendente, com diversas espécies de fauna e flora adaptadas às condições adversas.
Além da caatinga, o Ceará também apresenta outros tipos de vegetação, como a mata ciliar ao longo dos rios e riachos, onde a umidade é mais abundante e favorece o desenvolvimento de árvores de porte maior. Nas regiões serranas, encontramos a vegetação de carrasco, caracterizada por vegetação rasteira, arbustos e algumas árvores mais esparsas, adaptadas às condições de altitude e solo rochoso.
Nas áreas litorâneas, especialmente nas dunas e restingas, ocorrem formações vegetais como a vegetação de praia, com plantas adaptadas à salinidade do solo e à exposição ao vento e à areia. Nas planícies aluviais e várzeas dos rios, a vegetação é mais exuberante, com presença de espécies arbóreas de médio e grande porte, além de vegetação herbácea e palustre.
A diversidade de paisagens e ecossistemas do Ceará reflete a riqueza e a complexidade da sua vegetação, que desempenha um papel fundamental na manutenção da biodiversidade e na sustentabilidade dos recursos naturais do estado. É essencial promover políticas de preservação e manejo sustentável desses ecossistemas, garantindo a conservação da vegetação e o bem-estar das comunidades que dependem dela para sua subsistência.